# The Bridge (альбом Стинга)
The Bridge — пятнадцатый студийный альбом британского певца и автора песен Стинга, выпущенный 19 ноября 2021 года на лейбле A&M Records. Это  первый роково ориентированный альбом за пять лет с момента выхода 57th & 9th в 2016 году. Брэнфорд Марсалис, который играл на саксофоне и кларнете на первых четырех сольных альбомах Стинга, также сыграл на этом альбоме.

## Об альбоме
Первый сингл с альбома «If It’s Love» был выпущен 1 сентября 2021 года. Стинг сочинил альбом «в год глобальной пандемии, личных потерь, разлук, неурядиц, самоизоляции и чрезвычайных социальных и политических потрясений».

## Отзывы критиков
| Оценки критиков           | Оценки критиков |
| Источник                  | Оценка          |
| ------------------------- | --------------- |
| AllMusic                  | [ 3 ]           |
| The Scotsman              | [ 4 ]           |
| The Sydney Morning Herald | [ 5 ]           |

Лакшми Говиндраджан Джавери из Firstpost написала: «Новый альбом Стинга The Bridge имеет сильную поп-рок-вибрацию, которая определила его группу Police и ранние сольные годы, но некоторые из его лучших песен имеют кельтское и джазовое влияние». Марк Кеннеди из Associated Press написал: «The Bridge — это угрюмая и разнообразная коллекция в неподвижном времени, с кивками на Писание, древними аллегориями и злобными персонажами. Это сильный альбом от автора-исполнителя, который видит предупреждающие знаки впереди». Фиона Шеперд из The Scotsman написала: «Стинг также находится в бодром настроении на The Bridge, насвистывая в такт легкомысленному синглу If It’s Love, такой приличной поп-мелодии, какую он создал за последнее время. Это цепкое производство отражает его разнообразные музыкальные вкусы, от мягкого корневого трека The Book of Numbers с его пронзительным басовым твангом до ловкого парящего саксофона (не менее чем от Брэнфорда Марсалиса) в Harmony Road и расцвета скрипки в Captain Bateman, которая возвращается в виде джазового скэта в бонус-треке под названием Captain Bateman’s Basement». Джон Шанд из The Sydney Morning Herald говорит, что в альбоме Стинг «объединил свои устоявшиеся интересы в поп-музыке, R&B, фолке и немного джаза — что также можно охарактеризовать как топтание на месте», и описывает Стинга как «артиста, который все ещё звучит в расцвете сил». Майкл Галлуччи из Ultimate Classic Rock описывает альбом как «наименее суетливый и наиболее удовлетворяющий альбом Стинга за последние годы».

## Список композиций
| №                   | Название                  | Автор(ы)                               | Длительность |
| ------------------- | ------------------------- | -------------------------------------- | ------------ |
| 1.                  | «Rushing Water»           | Стинг, Мартин Кирсзенбаум, Гэвин Браун | 3:17         |
| 2.                  | «If It's Love»            | Стинг                                  | 3:12         |
| 3.                  | «The Book of Numbers»     | Стинг, Доминик Миллер                  | 3:18         |
| 4.                  | «Loving You»              | Стинг, Майя Джейн Коулз                | 4:24         |
| 5.                  | «Harmony Road»            | Стинг, Доминик Миллер                  | 3:18         |
| 6.                  | «For Her Love»            | Стинг, Мартин Кирсзенбаум              | 3:45         |
| 7.                  | «The Hills on the Border» | Стинг                                  | 4:16         |
| 8.                  | «Captain Bateman»         | Стинг                                  | 4:14         |
| 9.                  | «The Bells of St. Thomas» | Стинг, Доминик Миллер                  | 4:08         |
| 10.                 | «The Bridge»              | Стинг                                  | 2:33         |
| Общая длительность: | Общая длительность:       | Общая длительность:                    | 36:25        |

| №                   | Название                           | Автор(ы)                  | Длительность |
| ------------------- | ---------------------------------- | ------------------------- | ------------ |
| 11.                 | «Waters of Tyne»                   | Традиционная              | 2:10         |
| 12.                 | «Captain Bateman's Basement»       | Стинг                     | 3:41         |
| 13.                 | «(Sittin' On) The Dock of the Bay» | Стив Кроппер Отис Реддинг | 2:54         |
| Общая длительность: | Общая длительность:                | Общая длительность:       | 45:10        |

| №   | Название                                    | Автор(ы)     | Длительность |
| --- | ------------------------------------------- | ------------ | ------------ |
| 14. | «I Guess the Lord Must Be in New York City» | Гарри Нилсон | 2:18         |

## Участники записи
- Стинг: Вокал, бас-гитара
- Доминик Миллер: Гитары
- Мартин Кирсзенбаум: Клавишные
- Фредерик Рено: Синтезатор
- Брэнфорд Марсалис: Саксофон, кларнет
- Ману Катче, Джош Фриз: Ударные
- Джин Нобл, Джо Лоури[англ.], Лайла Бьяли, Мелисса Мюзик: Бэк-вокал

## Чарты
| Чарт (2021)                       | Высшая позиция |
| --------------------------------- | -------------- |
| Австралия (ARIA)                  | 64             |
| Австрия (Ö3 Austria)              | 7              |
| Бельгия/Фландрия (Ultratop)       | 23             |
| Бельгия/Валлония (Ultratop)       | 5              |
| Канада (Canadian Albums Chart)    | 90             |
| Чехия (ČNS IFPI)                  | 7              |
| Нидерланды (Album Top 100)        | 27             |
| Франция (SNEP)                    | 14             |
| Германия (Offizielle Top 100)     | 5              |
| Венгрия (MAHASZ)                  | 29             |
| Италия (Classifica album)         | 26             |
| Япония (Oricon)                   | 21             |
| Япония (Billboard Japan)          | 21             |
| Польша (ZPAV)                     | 8              |
| Португалия (AFP)                  | 46             |
| Шотландия (Scottish Albums Chart) | 17             |
| Испания (PROMUSICAE)              | 50             |
| Швейцария (Schweizer Hitparade)   | 5              |
| Великобритания (UK Albums Chart)  | 27             |
| США (Billboard 200)               | 101            |
| США (Billboard Top Rock Albums)   | 15             |

| Чарт (2021)                     | Позиция |
| ------------------------------- | ------- |
| Бельгия (Ultratop Wallonia)     | 103     |
| Франция (SNEP)                  | 163     |
| Германия (Offizielle Top 100)   | 91      |
| Швейцария (Schweizer Hitparade) | 80      |